# Con Demetriou
Con Demetriou, właściwie Constanties Demetrious (ur. 7 lipca 1972 r. w Sydney) – australijski kulturysta, rzadziej fotomodel.

## Życiorys
Dojrzewał na farmie położonej w okolicach Sydney – w Orchard Hills u podnóża Gór Błękitnych, gdzie ciężko pracował fizycznie. Na co dzień obcował ze zwierzętami. W liceum był szkolnym atletą – interesował się różnymi sportami. Następnie studiował technologię żywności i żywienie człowieka.
Treningi siłowe rozpoczął w wieku szesnastu lat. W zawodach kulturystycznych debiutował już rok później, a udział w owych zmaganiach przyniósł mu liczne wyróżnienia, w tym tytuł Nastoletniego Mistera Australii. Choć początkowo w branży udzielał się jako amator, przeszedł na profesjonalizm. Jest sześciokrotnym laureatem tytułu Mr. Australia (pierwszy przyznano mu, gdy miał dwadzieścia trzy lata). Obecnie występuje podczas zawodów w Stanach Zjednoczonych, sporo czasu poświęca też treningom w Tajlandii.
Zajmuje się fotomodeligniem. Brał udział w sesjach zdjęciowych oraz nakręcił kilkadziesiąt filmów o tematyce erotycznej dla internetowych portali dla gejów: Muscle Gallery oraz Smoking Hunks/Cigar Muscle (własność wytwórni Wayne Rogers Video).
Demetriou posiada również własną sieć siłowni w Sydney, gdzie pracuje jako trener. Był trenerem m.in. Księżnej Diany.

## Osiągi (wybór)
Wziął udział w następujących zawodach:
- 2011:
  - Europa Supershow − federacja IFBB
  - Flex Pro (Santa Monica) − fed. IFBB
- 2010:
  - Europa Supershow − fed. IFBB
  - Battle of Champions − fed. IFBB
  - Orlando Show of Champions − fed. IFBB
- 2009:
  - Grand Prix Australia – fed. IFBB
  - Ironman Pro Invitational – fed. IFBB
- 2008:
  - Arnold Amateur – fed. IFBB, kategoria superciężka
  - Arnold Class Amateur – fed. NPC, kat. superciężka
  - Atlantic City Pro – fed. IFBB
  - New York Pro
  - Grand Prix Australia – fed. IFBB
  - Grand Prix New Zealand – fed. IFBB
- 2007:
  - Elite (zwycięzca)
- 2006:
  - Country Classic Invitational (zwycięzca)
  - Mr. Australia, kat. ciężka (zwycięzca)
  - Open Country Classic (zwycięzca)
- 1995:
  - Mr. Australia (zwycięzca)

Jest zdobywcą tytułów Nastoletniego Mistera Western Suburbs (1989), Nastoletniego Mistera Południowego Wybrzeża (1989), Nastoletniego Mistera Wschodniego Wybrzeża (1989), Nastoletniego Mistera Australii (1989) oraz Mistera Australii w kategorii juniorów (1992).